# Wu De
Wu De (chinesisch 吴德, Pinyin Wú Dé; * 1913 in Fengrun, Hebei; † 29. November 1995 in Peking) war ein chinesischer Politiker, der während der Kulturrevolution dem radikalen Lager angehörte. Er war unter anderem zwischen 1973 und 1980 Mitglied des Politbüros der KPCh war. Darüber hinaus fungierte er zwischen 1975 und 1980 als stellvertretender Vorsitzender des Ständigen Ausschusses des Nationalen Volkskongresses und war als solcher einer der Vize-Staatspräsidenten der Volksrepublik China. 

## Leben
Wu De trat im Jahre 1933 in die Kommunistische Partei Chinas ein. Er engagierte sich in der Arbeiterbewegung und in der Untergrundorganisation der Kommunisten in Nordchina. Nach der Ausrufung der Volksrepublik China am 1. Oktober 1949 wurde er im Jahre 1949 zum stellvertretenden Minister für Industrie und Brennstoffe ernannt. Im Jahre 1952 wurde er nach Tianjin versetzt, wo er Bürgermeister, stellvertretender Parteisekretär und Rektor der Universität Tianjin wurde. Von 1955 bis 1966 war er Parteisekretär der Provinz Jilin und politischer Kommissar des Volksbefreiungsarmee in Jilin. Im Jahre 1956 wurde er Kandidat des Zentralkomitees der Volksrepublik China. Nach der politischen Säuberung des Pekinger Parteikomitees und der Abberufung von Peng Zhen im Mai 1966, also am Beginn der Kulturrevolution, wurde Wu De nach Peking geholt, um zweiter Parteisekretär der kommunistischen Partei der Stadt Peking und stellvertretender Vorsitzender des Revolutionskomitees der Stadt Peking zu werden. Als solcher war er bis Februar 1967 auch kommissarischer Bürgermeister von Peking.
Nachdem auf dem IX. Parteitag der Kommunistischen Partei Chinas (1. bis zum 24. April 1969) die Große Proletarische Kulturrevolution für beendet erklärt worden war, wurde Wu De Mitglied des Zentralkomitee der Kommunistischen Partei Chinas (ZK der KPCh). Diesem Gremium gehörte er seinen Wiederwahlen auf dem X. Parteitag (24. bis 28. August 1973) und dem XI. Parteitag (12. bis 18. August 1977) bis zum 12. September 1982 an. Im März 1972 übernahm er die Funktionen als Sekretär des Parteikomitees und als Vorsitzender des Revolutionskomitees von Peking, nachdem der Amtsinhaber Xie Fuzhi gestorben war, und übte diese Ämter bis zum 10. Oktober 1978 aus. Auf dem X. Parteitag der Kommunistischen Partei Chinas (24. bis 28. August 1973) wurde er in das Politbüros der KPCh gewählt und gehörte diesem nach seiner Wiederwahl auf dem XI. Parteitag (12. bis 18. August 1977) bis zum ZK-Plenum am 29. Februar 1980 an.
Wu De fungierte zwischen 1975 und 1980 ferner als stellvertretender Vorsitzender des Ständigen Ausschusses des Nationalen Volkskongresses und war als solcher einer der Vize-Staatspräsidenten der Volksrepublik China. Im April 1976 trauerten die Bürger Chinas um den verstorbenen populären Premierminister Zhou Enlai. Aus Trauer wurde Protest, es formierte sich die Bewegung des 5. April. Wu De griff den für pragmatische Politik stehenden Deng Xiaoping an und behauptete, er würde die auf dem Tiananmen-Platz protestierenden Massen anstacheln. Wu De befürwortete und unterstützte die folgende gewaltsame Niederschlagung der Proteste und ließ sie als konterrevolutionärer Verschwörung darstellen. Wu wurde dadurch besonders bei der Bevölkerung Pekings so unpopulär, dass viele seinen Namen mit den Zeichen 无德 (keine Tugenden, gleiche Aussprache) schrieben. Nach der durch den Tod des Vorsitzenden des Ständigen Ausschusses des Nationalen Volkskongresses Zhu De am 6. Juli 1976 entstandenen und bis zum 5. März 1978 dauernden Vakanz gehörte er als stellvertretender Vorsitzender des Ständigen Ausschusses des Nationalen Volkskongresses damit neben den anderen stellvertretenden Vorsitzenden Cai Chang, Song Qingling, Liu Bocheng, Wei Guoqing, Səypidin Əzizi, Chen Yun, Nie Rongzhen, Zhang Dingcheng, Ngapoi Ngawang Jigmê, Zhou Jianren, Xu Deheng, Hu Juewen, Li Suwen, Yao Lianwei und Deng Yingchao zu den Personen, die das Amt des Staatspräsidenten der Volksrepublik China im Kollektiv wahrnahmen.
Wu behauptete seine Posten auch nach der Verhaftung der Viererbande. Im Dezember 1978 wurden die protestierenden vom Tiananmen-Platz jedoch rehabilitiert und Wu vom Posten des Ersten Parteisekretäres der Stadt Peking abberufen. Im Februar 1980 wurde er auch aus dem Politbüro entlassen, zwei Monate später legte im April 1980 er seine Funktion als stellvertretender Vorsitzender des Ständigen Ausschusses des Volkskongresses zurück. Im Jahre 1982 wurde er in die Beratungskommission des Zentralkomitees der KPCh aufgenommen, die für Politiker, die man gegen ihren Willen in den Ruhestand schicken wollte, gegründet worden war.